# Robert Walser
 Der er for få eller ingen kildehenvisninger i denne artikel, hvilket er et problem. Du kan hjælpe ved at angive troværdige kilder til de påstande, som fremføres i artiklen.

Robert Walser (født 15. april 1878, død 25. december 1956) var en tysktalende, schweizisk forfatter. Hans omfattende produktion af kortprosa/noveller, der i en naivistisk stil skildrede kunstnerens og outsiderens sociale fremmedgørelse, udviklede sig i en stadig mere avantgardistisk retning, hvad der tydeligt fremgår af Walsers talrige 'mikrogrammer', der var korte, stærkt eksperimenterende prosaskitser, som han skrev henimod slutningen af sin karriere. Ligesom Hölderlin, som Walser skrev en novelle om i novellesamlingen "Poetenleben" (da. digterliv), udviklede Walser en psykotisk lidelse, der førte til hans indlæggelse i Herisau Sanatorium. Hans litterære produktion stoppede efter indlæggelsen, og han tilbragte resten af sit liv som patient. Hans prosatekster har haft afgørende betydning for forfattere som Walter Benjamin, Peter Handke, Ror Wolf, Elfriede Jelinek, W.G. Sebald, Franz Kafka, Max Goldt, Peter Bichsel og Martin Walser. 

## Udvalgt bibliografi
- Fritz Kochers skolestile
- Spadsereturen
- Røveren
- En verden for sig
- Jakob Von Gunten
- Vandringer med Robert Walser

Udgivelser på tysk
- Schneewittchen, 1901
- Fritz Kochers Aufsätze, 1904
- Geschwister Tanner, 1907
- Der Gehülfe, 1908
- Poetenleben, 1908
- Jakob von Gunten, 1909
- Gedichte, 1909
- Kleine Dichtungen, 1914
- Prosastücke, 1916
- Der Spaziergang, 1917
- Kleine Prosa, 1917
- Poetenleben, 1917
- Komödie, 1919
- Seeland, 1920
- "Ophelia", 1924
- Die Rose, 1925
- Der Räuber, 1925
- Große Welt, kleine Welt, 1937